# Stanisław Jęczalik
Stanisław Tadeusz Jęczalik (ur. 28 grudnia 1898 w Nadbrzeziu, zm. 5 czerwca 1921 pod Rodzimem) – żołnierz Legionów Polskich, oficer Wojska Polskiego w II Rzeczypospolitej, powstaniec śląski, kawaler Orderu Virtuti Militari.

## Życiorys
Urodził się w rodzinie Władysława i Zofii z Broszkiewiczów. Absolwent gimnazjum w Krakowie. W 1914 wstąpił do Legionów Polskich i otrzymał przydział do 11 kompanii 2 pułku piechoty. Po kryzysie przysięgowym służył w Polskim Korpusie Posiłkowym. W bitwie pod Kaniowem dostał się do niewoli niemieckiej, skąd zbiegł i dołączył do 4 Dywizji Strzelców Polskich gen. Lucjana Żeligowskiego. Od lipca 1919 walczył w szeregach 4 pułku strzelców podhalańskich na froncie polsko-bolszewickim. W międzyczasie mianowany podporucznikiem. W marcu 1920 objął dowództwo kompanii i zdecydowanym atakiem zdobył wieś Słobodę Szelechowską. Za czyn ten odznaczony został Krzyżem Srebrnym Orderu Virtuti Militari, awansował na porucznika. 11 września został ranny. 12 stycznia 1921 wrócił do macierzystego pułku w Cieszynie . 
Od 28 maja 1921 walczył w III powstaniu śląskim, w szeregach 4 Pułk Piechoty im. Czwartaków. Zginął w bitwie pod Rodzimem.

## Ordery i odznaczenia
- Krzyż Srebrny Orderu Virtuti Militari (nr 1794)[1]
- Krzyż Niepodległości[1]
- Krzyż Walecznych (trzykrotnie)[1]